# 科伊爾島

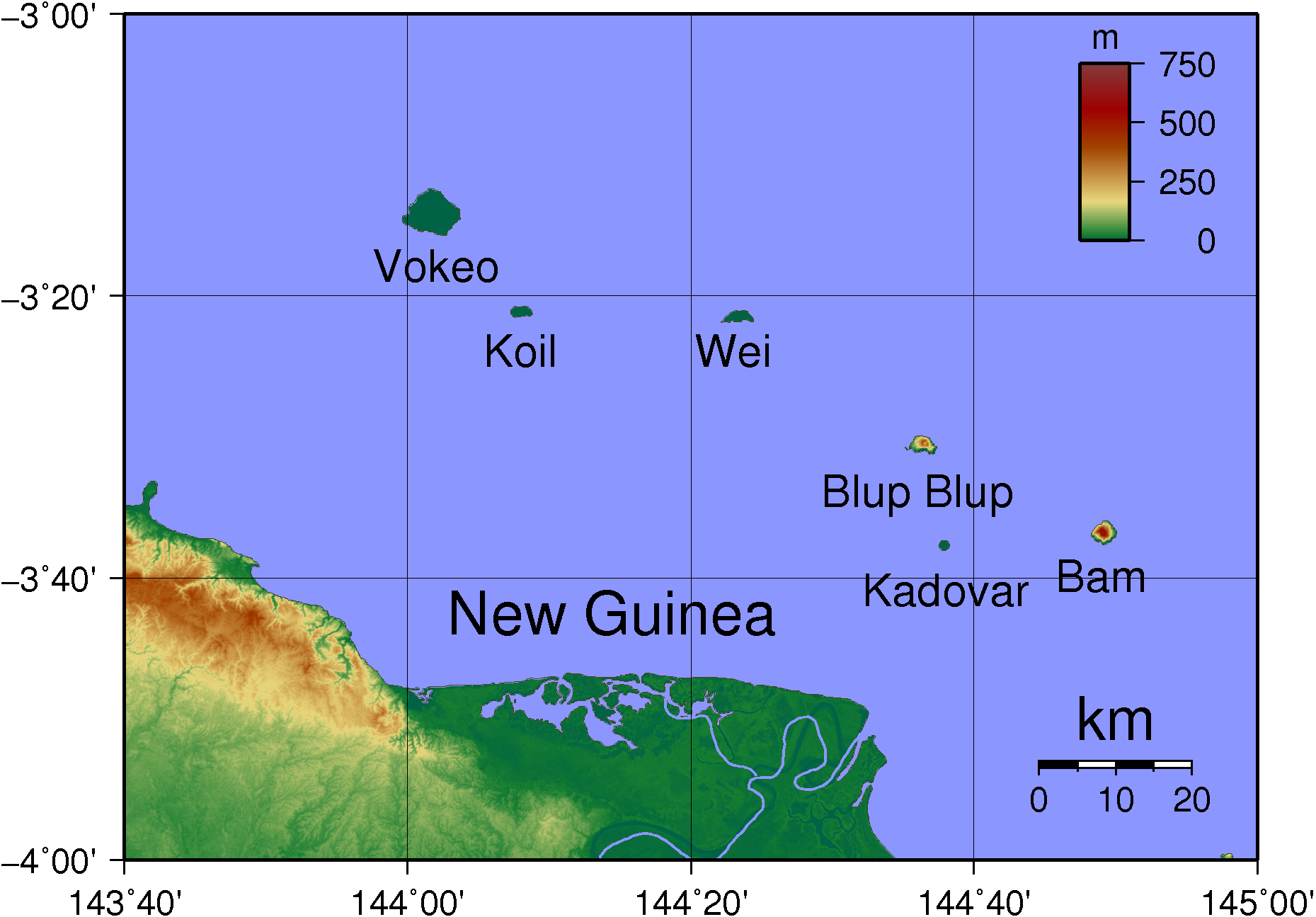
斯考滕群島地圖

科伊爾島是巴布亞新畿內亞東塞皮克省的島嶼，位於俾斯麥海，屬於斯考滕群島的一部分，長3.1公里、寬1.6公里，面積2平方公里，最高點海拔高度90米，2000年人口725。